# IAR 316
IAR 316是一款羅馬尼亞航空工業獲得許可建造版本的法國航太雲雀III型直升機。

## 發展

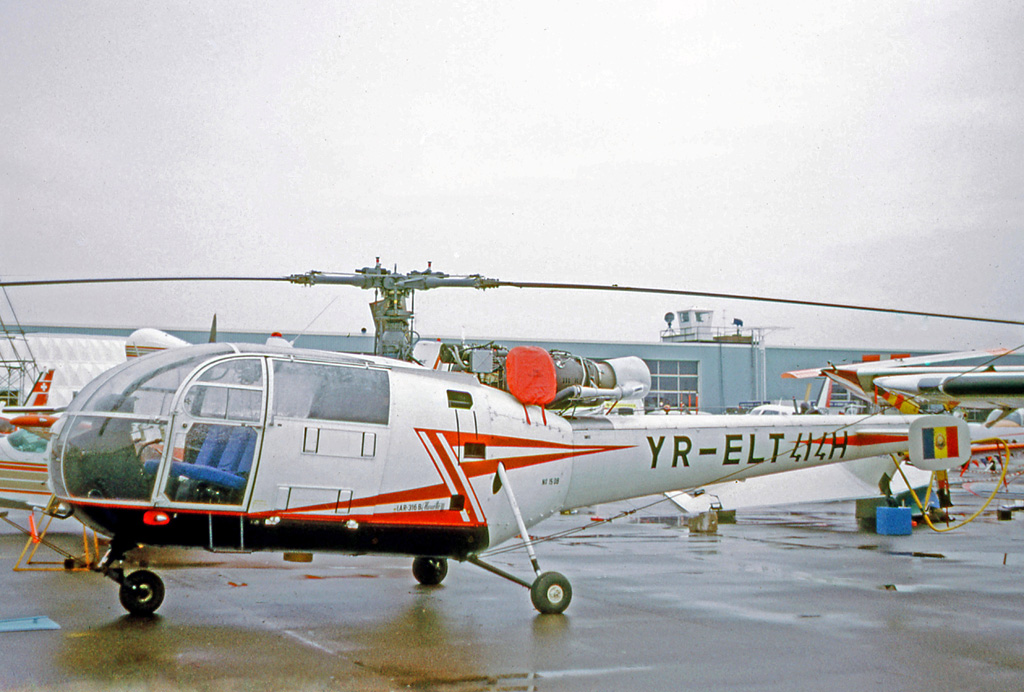
於1973年巴黎國際航空太空展展示的IAR 316B

IAR於1971年開始在羅馬尼亞布拉索夫附近的工廠生產 IAR 316。並於1987年結束生產。該款共生產250架，其中125輛是為羅馬尼亞軍隊製造的，至今仍作為教練機使用。部分IAR 316進入民用市場，剩下的則出口到其他國家，包括巴基斯坦、安哥拉和幾內亞。IAR 316在經過改裝後，可攜帶東歐集團更常見的武器，如57mm火箭吊艙、7.62mm機槍和反坦克飛彈。

## IAR 317飛狐(英語：Air Fox)

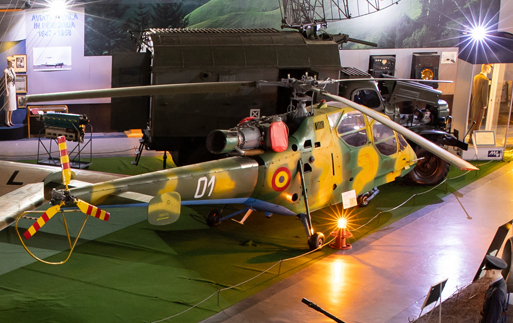
位於羅馬尼亞航空國家博物館的IAR 317原型機

AR 317飛狐是IAR根據IAR 316改造的攻擊直升機。IAR 317配備了階梯式串聯式裝甲駕駛艙。尾樑和機身後段幾乎與316相同。機身兩側安裝有短翼，可以攜帶武器，包括火箭吊艙、機槍和反坦克飛彈。該機僅有1架原型機。

## 用戶
安哥拉
- 安哥拉空軍[2]

 羅馬尼亞
- 羅馬尼亞空軍[3]